# Tara (pralka)
Tara, tarka – narzędzie wykorzystywane do prania odzieży; konstrukcja w postaci blachy falistej (lub innej sfałdowanej powierzchni – np. szklanej albo plastikowej), zwykle umocowanej w drewnianej lub metalowej ramie. Tara była zazwyczaj umieszczona w balii, osoba piorąca ręcznie przesuwała (tarła) namaczaną bieliznę po powierzchni tary. Tara praktycznie wyszła z użycia po pojawieniu się pralki.
W niektórych rejonach Polski (np. Działdowszczyzna, woj. warmińsko-mazurskie) określana była mianem „rejbeska”, zapewne od niemieckiego reiben = „trzeć”, der Reiber = „tarka” (zob. także kurpiowskie „rejbować”, czyli trzeć na tarce np. ziemniaki).
Falista powierzchnia tary pocierana ręką lub jakimś przedmiotem wydaje charakterystyczny odgłos, co wykorzystywane jest przez niektóre zespoły muzyczne (najczęściej wykonujące muzykę country) do wzbogacenia brzmienia wykonywanych utworów.